# Entry Standard Index
Der Entry Standard Index war ein Aktienindex der Deutschen Börse AG, der von 2005 bis März 2017 berechnet wurde und die 30 Aktien des Börsensegmentes Entry Standard mit den höchsten Börsenumsätzen umfasste. Die Indexzusammensetzung wurde alle drei Monate überprüft und gegebenenfalls angepasst. Wie beim DAX, MDAX, SDAX und TecDAX gab es auch den Entry Standard Index in zwei Varianten: Als Kursindex und als vollständig bereinigten Performanceindex. Beide enthielten die gleichen Aktien.
Daneben existierte auch ein Entry-All-Share-Index über sämtliche Entry-Standard-Aktien. Er wurde durch den Scale-All-Share-Index ersetzt.

## Zusammensetzung des Entry Standard Index
Im Folgenden sind jeweils die Zusammensetzung des Index an einem Stichtag und die Gewichtungsfaktoren zum Zeitpunkt der letzten Neuberechnung wiedergegeben. Für nach der letzten Neuberechnung neu aufgenommene Aktien ist kein Gewichtungsfaktor angegeben. Dies entspricht den von der Deutschen Börse AG veröffentlichten Informationen.

### Zum 1. März 2017
Zusammensetzung laut Angaben der Deutschen Börse AG:
| Aktie                                  | Gewichtung |
| -------------------------------------- | ---------- |
| 2G Energy AG                           | 3,48 %     |
| Auden AG                               | 3,36 %     |
| Baumot Group AG (vormals TWINTEC AG)   | 2,76 %     |
| CytoTools AG                           | 3,19 %     |
| Datagroup AG                           | 4,02 %     |
| Deutsche Rohstoff AG                   | 4,27 %     |
| FinLab AG                              | n/a        |
| FinTech Group AG                       | 2,76 %     |
| Formycon AG                            | 4,35 %     |
| FRoSTA AG                              | 3,29 %     |
| Grand City Properties S.A.             | 2,97 %     |
| HAEMATO AG                             | 4,12 %     |
| Heliad Equity Partners KGaA            | n/a        |
| Helma Eigenheimbau AG                  | 2,91 %     |
| Homag Group AG                         | 3,62 %     |
| JDC Group AG (vormals Aragon AG)       | 2,80 %     |
| Lang & Schwarz AG                      | 2,76 %     |
| Magforce AG                            | 3,46 %     |
| Mensch und Maschine AG                 | 3,23 %     |
| Mobotix AG                             | 3,03 %     |
| MPC Münchmeyer Petersen Capital AG     | 2,99 %     |
| MPH Mittelständische Pharma Holding AG | n/a        |
| Mühlbauer Holding AG                   | 3,71 %     |
| mutares AG                             | 2,88 %     |
| Nanogate AG                            | 3,46 %     |
| Paul Hartmann AG                       | 3,24 %     |
| publity AG                             | 3,67 %     |
| Sberbank OAO                           | 4,17 %     |
| Steico SE                              | 3,07 %     |
| Vectron Systems AG                     | 4,91 %     |

### Zum 2. Januar 2014
Zusammensetzung laut Angaben der Deutschen Börse AG:
| Aktie                                       | Gewichtung |
| ------------------------------------------- | ---------- |
| 2G Energy AG                                | 3,12 %     |
| BAVARIA Industriekapital AG                 | 4,00 %     |
| Cliq Digital AG                             | 1,80 %     |
| Colonia Real Estate AG                      | 3,14 %     |
| CytoTools AG                                | 3,05 %     |
| Daldrup & Söhne AG                          | 2,93 %     |
| DATAGROUP AG                                | 3,38 %     |
| Deutsche Rohstoff AG                        | 5,25 %     |
| Edel SE                                     | 3,66 %     |
| getgoods.de AG                              | 0,08 %     |
| Grand City Properties S.A.                  | 3,99 %     |
| HAEMATO AG                                  | 4,32 %     |
| Halloren Schokoladenfabrik AG               | n/a        |
| HELMA Eigenheimbau AG                       | 3,52 %     |
| IKB Deutsche Industriebank AG               | 3,20 %     |
| KINGHERO AG                                 | 1,25 %     |
| KTG Agrar AG                                | 3,28 %     |
| KWG Kommunale Wohnen AG                     | 3,20 %     |
| MagForce AG                                 | 4,68 %     |
| Marseille-Kliniken AG                       | 3,16 %     |
| mic AG                                      | 3,13 %     |
| MPH Mittelständische Pharma Holding AG Vz   | 3,40 %     |
| Mühlbauer Holding AG & Co. KGaA             | 3,51 %     |
| Nabaltec AG                                 | n/a        |
| Nanogate AG                                 | 4,64 %     |
| Realtime Technology AG                      | 3,43 %     |
| Sberbank OAO                                | 3,15 %     |
| STEICO SE                                   | 4,71 %     |
| Terex Material Handling & Port Solutions AG | 3,20 %     |
| TWINTEC AG                                  | n/a        |

### Zum 2. Januar 2009
| Name                                    | Gewichtung |
| --------------------------------------- | ---------- |
| Altira AG                               | 3,59 %     |
| Aragon AG                               | 2,95 %     |
| asknet AG                               | 2,91 %     |
| BAVARIA Industriekapital AG             | 2,91 %     |
| Biogas Nord AG                          | 3,50 %     |
| Biopetrol Industries AG                 | 3,34 %     |
| BKN Biostrom AG                         | 4,43 %     |
| Daldrup & Söhne AG                      | 3,30 %     |
| Envio AG                                | 3,50 %     |
| EOP Biodiesel AG                        | 3,31 %     |
| EquityStory AG                          | 3,29 %     |
| Frogster Interactive Pictures AG        | 3,28 %     |
| GENEART AG                              | 4,29 %     |
| Greater China Precision Components Ltd. | 3,28 %     |
| HWA AG                                  | 2,90 %     |
| Impreglon AG                            | 3,19 %     |
| KTG Agrar AG                            | 3,93 %     |
| Mox Telecom AG                          | 3,46 %     |
| Muehlhan AG                             | 3,43 %     |
| Nabaltec AG                             | 3,37 %     |
| Nanogate AG                             | 3,63 %     |
| Nanostart AG                            | 3,44 %     |
| Payom Solar AG                          | 3,08 %     |
| Ropal Europe AG                         | 3,10 %     |
| Seven Principles AG                     | 2,86 %     |
| STEICO AG                               | 3,32 %     |
| telegate Media AG                       | 2,98 %     |
| TWINTEC AG                              | 2,99 %     |
| Vectron Systems AG                      | 3,48 %     |
| zooplus AG                              | 2,97 %     |